# Cleopatra Coleman
Cleopatra Coleman (ur. 29 października 1987 w Wentworth Falls) – australijska aktorka, która wystąpiła m.in. w serialach The Last Man on Earth, Biała sława i Nastoletni geniusze.

## Filmografia

### Filmy
| Rok  | Tytuł                     | Rola        | Uwagi          |
| ---- | ------------------------- | ----------- | -------------- |
| 2012 | Step Up 4 Revolution      | DJ Penelope |                |
| 2015 | Fear Clinic               | Megan       |                |
| 2018 | Hover                     | Claudia     | też scenariusz |
| 2019 | James vs. His Future Self | Courtney    |                |
| 2020 | The Argument              | Trina       |                |
| 2021 | Ten jedyny                | Sara        |                |
| 2021 | Deftones: Ceremony        | The Woman   | krótkometr.    |
| 2021 | No Future Here            | Cleo        | krótkometr.    |
| 2022 | A Lot of Nothing          | Vanessa     |                |
| 2023 | Infinity Pool             | Em Foster   |                |
| 2023 | Pajęczyna                 | Miss Devine |                |

### Telewizja
| Rok       | Tytuł                      | Rola             | Uwagi              |
| --------- | -------------------------- | ---------------- | ------------------ |
| 2004      | Silversun                  | Zandie Brokow    | w gł. obsadzie     |
| 2005      | Policjanci z Mt. Thomas    | Skye Clarke      | 1 odc.             |
| 2005      | Attack of the Sabretooth   | Alys             | film TV            |
| 2005      | Holly's Heroes             | Stacey           | 2 odc.             |
| 2006      | Nastoletni geniusze        | Emma Hellman     | 8 odc.             |
| 2006–2007 | Sąsiedzi                   | Glenn Forrest    | 10 odc.            |
| 2008      | Księżniczka z krainy słoni | Cosma            | 3 odc.             |
| 2009      | City Homicide              | Sian Ritchie     | 1 odc.             |
| 2010      | Gliniarze z Melbourne      | Jessica Hamilton | 1 odc.             |
| 2015–2018 | The Last Man on Earth      | Erica Dundee     | gł. rola           |
| 2015      | Comedy Bang! Bang!         | Katie            | 1 odc.             |
| 2016      | Lepsze życie               | Dr Okoye         | 1 odc.             |
| 2016      | Take the 10                | Sahara           | film Netfliksa     |
| 2017      | Biała sława                | Sadie Lewis      | gł. rola           |
| 2019      | W cieniu księżyca          | Rya              | film Netfliksa     |
| 2019      | Sorry for Your Loss        | Simone           | 1 odc.             |
| 2021      | Lekomania                  | Grace Pell       | miniserial, 5 odc. |